# Kanton Guillaumes
Der Kanton Guillaumes war bis 2015 ein französischer Wahlkreis im Arrondissement Nizza, im Département Alpes-Maritimes und in der Region Provence-Alpes-Côte d’Azur. Hauptort (frz.: chef-lieu) war Guillaumes.
Der Kanton war 458,67 km² groß und hatte 2759 Einwohner (Stand 2012).

## Gemeinden
| Gemeinde                 | Einwohner (Stand: 2022) | Code postal | Code Insee |
| ------------------------ | ----------------------- | ----------- | ---------- |
| Beuil                    | 553                     | 06470       | 06016      |
| Châteauneuf-d’Entraunes  | 63                      | 06470       | 06040      |
| Daluis                   | 145                     | 06470       | 06053      |
| Entraunes                | 130                     | 06470       | 06056      |
| Guillaumes               | 586                     | 06470       | 06071      |
| Péone                    | 1079                    | 06470       | 06094      |
| Saint-Martin-d’Entraunes | 146                     | 06470       | 06125      |
| Sauze                    | 69                      | 06470       | 06133      |
| Villeneuve-d’Entraunes   | 87                      | 06470       | 06160      |